# قطعنامه ۵۵۳ شورای امنیت
قطعنامه ۵۵۳ شورای امنیت سازمان ملل متحد که در تاریخ ۱۵ ژوئن ۱۹۸۴ تصویب شد، سندی بین‌المللی دربارهٔ قبرس است. این قطعنامه طی نشست ۲۵۴۷ام با ۱۵ موافق، ۰ مخالف و ۰ ممتنع تصویب شد.